# Синий рогачик
Синий рогачик (Platycerus caprea) — жук семейства рогачей. Близкий вид — Platycerus caraboides.
Синонимы:
- Lucanus caprea De Geer, 1774
- Lucanus caraboides auct, (non Linnaeus, 1758)

## Описание
Жук длиной от 10 до 15 мм. Тело сверху сине-зелёное, синее, фиолетовое, реже бронзоватое; низ — чёрный с металлическим отливом, иногда коричневатый.

## Распространение
Этот вид населяет значительную часть европейской части России (на север до Кольского полуострова, юга Архангельской области и Север Урала), а также Северную и Центральную Европу (на юге Западной Европы и Украины приурочен к горам).

## Экология и местообитания
Личинки развиваются примерно один-два сезона в гниющей древесине дубов (Quercus spp.), берёз (Betula spp.), буков (Fagus spp.) и лип (Tilia spp.). Личинки населяют стволы и ветви (при этом дерево обычно уже лежит на земле). Имаго встречается в лиственных и смешанных лесах с апреля по сентябрь.
Platycerus caprea встречается группами, в которых число особей может достигает нескольких десятков. Местообитания: в трухлявых пнях лиственных деревьев, особенно берёз, в лесах разных типов: хвойных, смешанных и широколиственных, в том числе и пойменных.